# كتاب رقمي

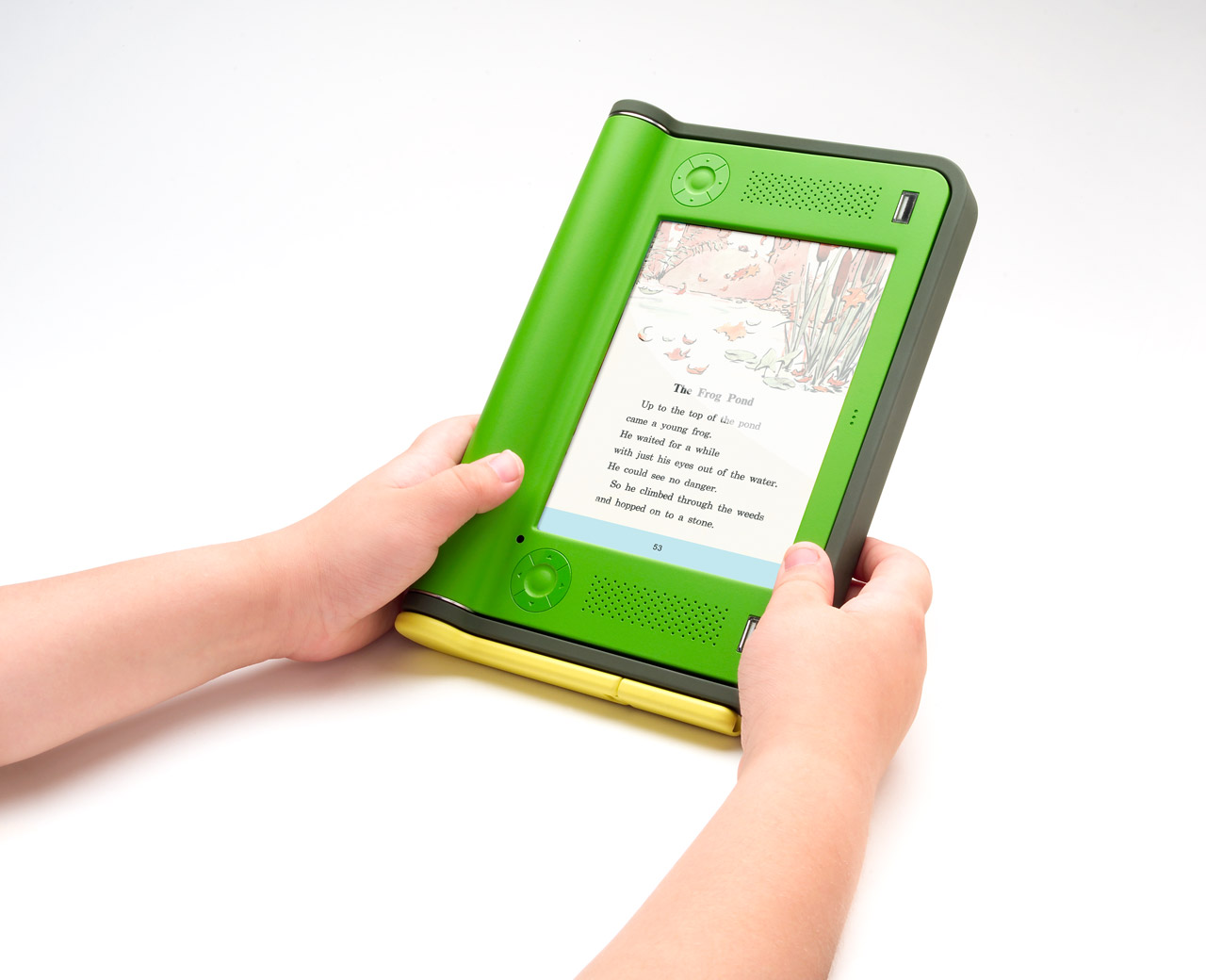
مستخدم ينظر إلى صفحة إلكترونية على قارئ كتاب إلكتروني.

الكتاب الرقمي (بالإنجليزية: E-Book)‏ هو نشر إلكتروني فيه نصوص وصور، ينتج وينشر ويقرأ على الحواسب أو أجهزة إلكترونية أخرى، وقد يكون الكتاب الرقمي مقابلاً إلكترونياً لكتابٍ مطبوع، وقد يكون الكتاب قد أُلِّف بصورةٍ إلكترونيةٍ من البداية ولا يكون هناك كتاب مطبوع مناظر له.
وتُقرأ الكتب الإلكترونية من خلال الحواسيب الشخصية أو أجهزة مخصصة لقراءة الكتب الإلكترونية تعرف بقارئات الكتب الإلكترونية، وقد تستخدم الهواتف الجوالة والحواسب المحمولة لقراءتها.

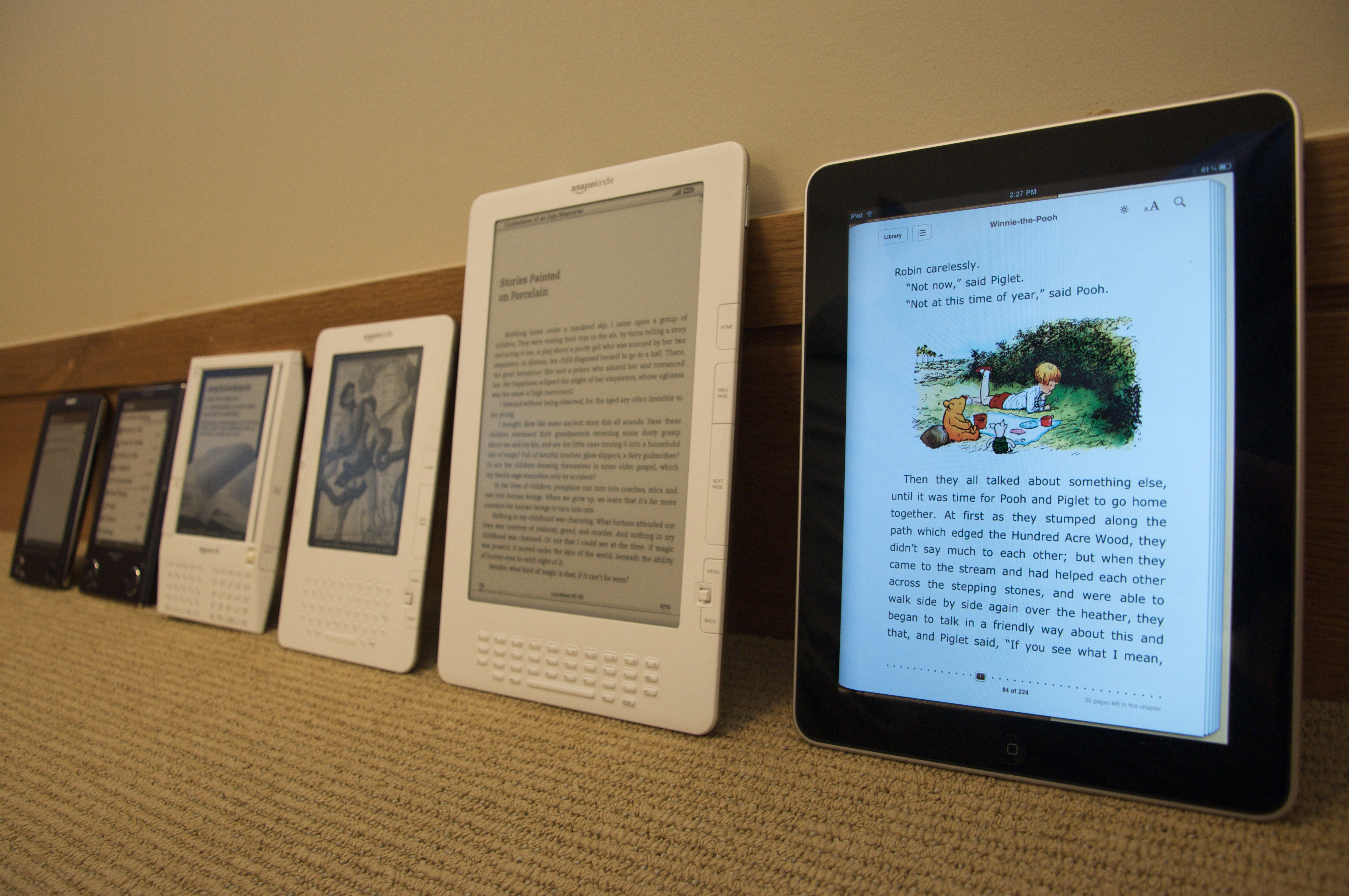
تطور قارئات الكتب الإلكترونية

## تاريخ الكتب الإلكترونية
كانت كتب مشروع غوتنبرغ من أوائل الكتب الإلكترونية العامة، والذي بدأه Michael S. Hart في 1971، وكانت النماذج المقدمة في السبعينات في شركة بارك كاقتراحات للحاسوب المحمول هي من أوائل تنفيذات الحواسب الشخصية التي تستطيع قراءة الكتب الإلكترونية.

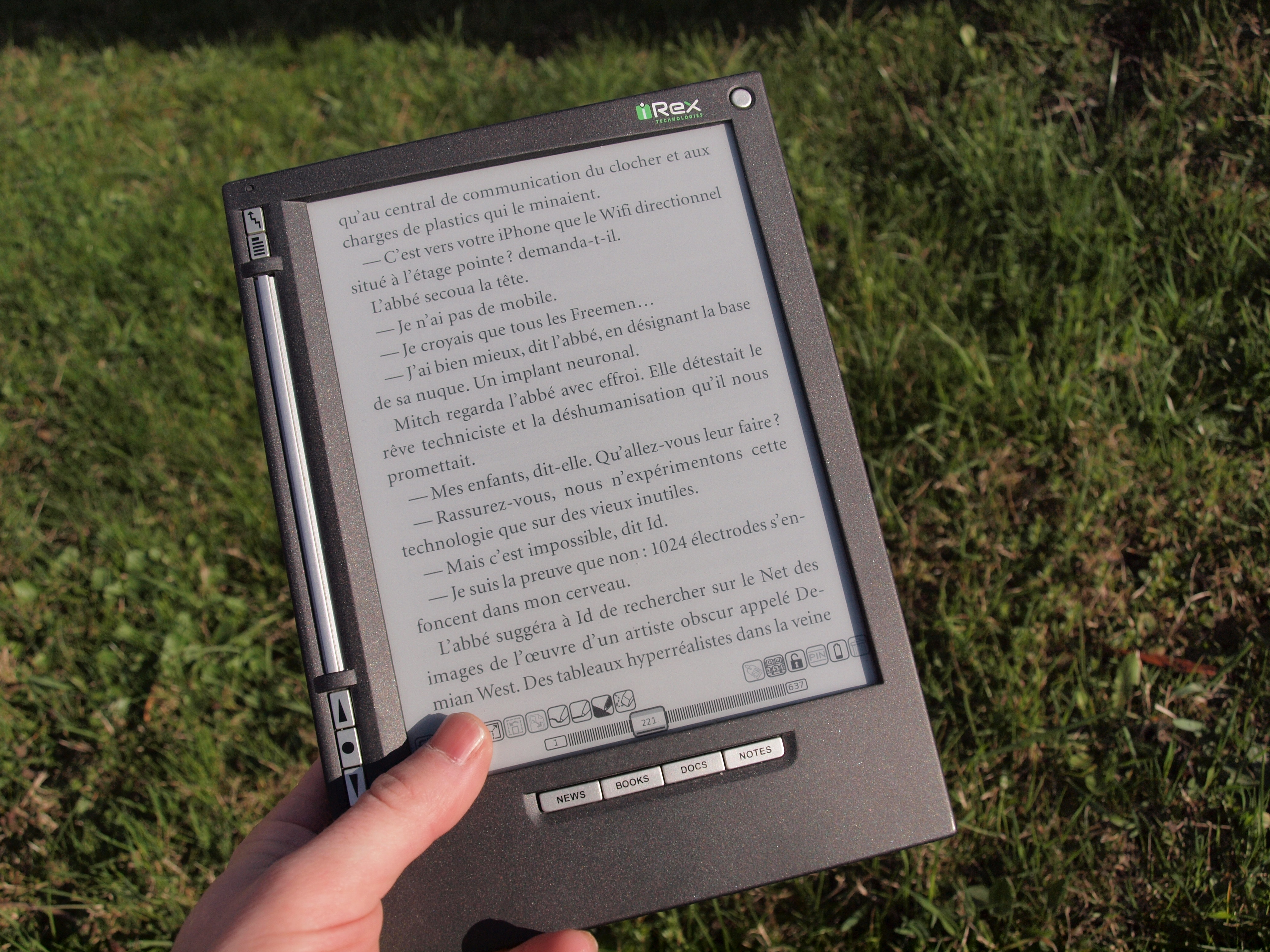
قارئ iLiad في ضوء الشمس وخاصية الورق الإلكتروني.

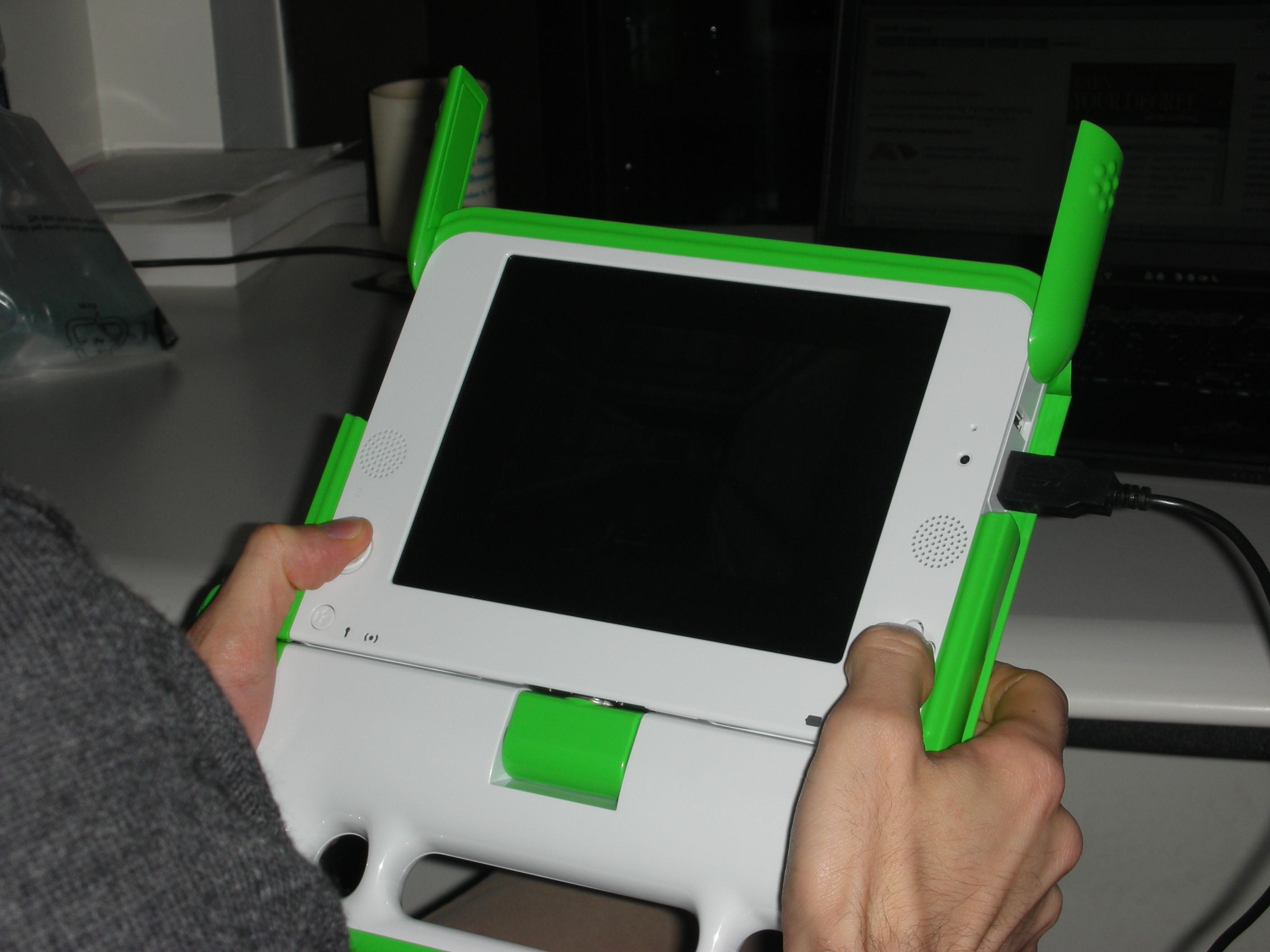
جهاز حاسوب محمول في حالة العمل كقارئ كتاب إلكتروني

## خصائص الكتاب الرقمي
- سهولة نقله وتحميله على أجهزة متنوعة.
- سهولة الوصول إلي محتوياته باستخدام الحاسوب.
- يحتوي على وسائل متعددة مثل الصور ولقطات الفيديو والرسوم المتحركة والمؤثرات الصوتية المتنوعة وغيرها.
- سهولة قراءته باستخدام الحاسوب أو أجهزة أخرى.
- إمكانية ربطه بالمراجع العلمية التي تؤخذ منها الاقتباسات حيث يمكن فتح المرجع الأصلي ومشاهدة الاقتباس كما كتبه المؤلف لكتابه.
- استخدام الأقلام والتعليق أثناء عرض الكتاب الكتاب الرقمي.
- إمكانية عرضه على الطلاب في قاعات الدراسة باستخدام وحدة عرض البيانات LCD أو جهاز العارض الجداري.
- سهولة الاتصال به عن بعد للحصول على المعلومات.

## مقارنة الكتب الإلكترونية بالكتب الورقية

### المميزات
- الكتب الإلكترونية أسهل في الحمل والتخزين؛ فهي متاحة للقراء أينما كانوا عن طريق أجهزة الهواتف المحمولة، كما يمكن لقارئ الكتب الإلكترونية حفظ آلاف الكتب، والحد الوحيد هو حجم الذاكرة.
- يمكن بيع عدد لا نهائي من الكتاب الرقمي بدون نفاد الكمية.
- سهولة الترجمة؛ إذ تتيح بعض المواقع إمكانية ترجمة الكتب الإلكترونية إلى لغات مختلفة، فيكون الكتاب متاحًا بعدة لغات غير التي تم تأليفه بها.
- خصائص القارئ الإلكتروني: على حسب القارئ الإلكتروني المستخدم فإنه يمكن القراءة في الإضاءة المنخفضة أو حتى في الظلام، والعديد من القارئات الإلكترونية الحديثة بها إمكانية تكبير وتغيير خط الكتاب وقراءة الكتاب بصوت والبحث عن كلمات وإيجاد التعريفات ووضع علامات، ويمكن للكتب التي تستخدم خاصية الحبر الإلكتروني أن تقلد شكل الكتاب المطبوع مع استهلاك ضئيل للطاقة.
- التكاليف: بينما قارئات الكتب الإلكترونية هي أغلى بكثير من كتاب مطبوع واحد، لكن تكلفة الكتاب الرقمي عمومًا أقل من الكتاب المطبوع، بل إنه يوجد أكثر من 2 مليون كتاب إلكتروني مجاني على الإنترنت[2]، وكل كتب الخيال مثلًا الصادرة قبل 1900 موجودة في الملكية العامة.
- الحماية: باستخدام إدارة الحقوق الرقمية يمكن حفظ نسخ احتياطية من الكتب الإلكترونية لاسترجاعها في حالة الضياع أو التلف بدون الدفع مرة أخرى للناشر.
- التوزيع: الكتب الإلكترونية أسهل وأسرع في النشر من الكتب المطبوعة.

### العيوب
- التقنيات المتغيرة: أنواع وصيغ الكتب الإلكترونية مستمرة في التغير والتطور بمرور الوقت مع تطور التقنيات وظهور صيغ جديدة.
- ليست كل الكتب متاحة في صورة إلكترونية.
- العمر والاستهلاك: يظل الكتاب المطبوع قابلًا للاستخدام لعقود طويلة تفوق عمر قارئ الكتب الإلكترونية.
- التحمل: الكتب المطبوعة أكثر تحملاً للأضرار (كالسقوط مثلًا) من جهاز قارئ الكتب الإلكترونية، والذي قد يعطب أو يفقد بعض البيانات.
- التكلفة: قارئات الكتب الإلكترونية أغلى بكثير من كتاب مطبوع واحد، بالإضافة إلى أنه ليس هناك سوق للكتب الإلكترونية المستعملة.
- الحماية: بسبب التقنية العالية الموجودة في الكتب الإلكترونية، فإنها أكثر عرضة للسرقة من الكتاب المطبوع.
- محدودية إمكانيات القارئ الإلكتروني: لا زالت دقة شاشة القارئ الإلكتروني ـ غالبًا ـ أقل من دقة الكتب المطبوعة.
- بسبب إدارة الحقوق الرقمية لا يمكن لمستخدم الكتاب الرقمي إعارته لشخص آخر، باستثناء ما صدر مؤخرًا من ميزات الإعارة لكتب متجر كيندل وبارنز أند نوبل وغيرهما.
- الخصوصية: يمكن للكتب الإلكترونية وبرمجياتها مراقبة استعمال وبيانات المستخدم وتكرار قراءته.
- الكتب المصورة: الكتب المصورة ــ مثل كتب الأطفال ــ أو التي تحتوي على أشكال تكون مطالعتها أفضل في الكتب المطبوعة.

## صيغ ملفات الكتب الإلكترونية
- كتاب مصور: ويعني استخدام الصور الرقمية لصفحات كتاب ممسوحة بواسطة ماسح ضوئي، وغالبًا ما يكون هذا النوع كبير الحجم نظرًا لأن حجم الصورة أكبر من حجم الكلمات في صفحة واحدة، ولهذه الطريقة عيب واحد وهو عدم تمكن المستخدم من نسخ الكلمات المخزنة إلا إذا استُخدم برنامج لتحويل الصور إلى كلمات.
- نسق المستندات المنقولة (بالإنجليزية: PDF)‏: وهو نوع من الملفات يفتح بواسطة برنامج أدوبي أكروبات من شركة أدوبي سيستمز، وهذا النوع من الملفات له صفات غير موجودة في الأنواع الأخرى من ملفات الكتب الإلكترونية ومنها:
  - إمكانية تشفير النص بحيث لا يستطيع أحد نسخه كما هو مكتوب.
  - إمكانية إضافة توقيع أو شهادة رقمية من مؤلف الكتاب.
  - إمكانية طباعة كامل صفحات الكتاب، وهناك خيار لتعطيل هذه الإمكانية عند صنع الملف.
- TXT و RTF: وهذان النسقان من أبسط أنواع الكتب الإلكترونية نظرًا لسهولة إنشاء الكتب بهما، ويمكن عمل ذلك بواسطة برنامجي Notepad و Wordpad في نظام مايكروسوفت ويندوز، بينما لا يمكن إنشاء كتاب متقدم في برنامج Notepad فإنه يمكن عمل كتاب مخصص في Wordpad لأنه يدعم تغيير نوع الخط وحجمه ولونه ولون خلفيته ونوعه لأي جزء محدد من النص، وكذلك يمكن إدراج صور فيما لا يدعم البرنامج الأول هذه الخصائص.
- لغة رقم النص الفائق (بالإنجليزية: html)‏: وهو النسق المستعمل في برمجة صفحات الويب ويستعمل أحياناً لصنع كتب إلكترونية خاصة تلك المعروضة للتصفح والطباعة على شبكة الإنترنت، وهذا النوع من الكتب الإلكترونية عادة ما يتكون من أكثر من صفحة من المعلومات، وبعض المؤلفين أو الكاتبين يجعلون صفحة HTML واحدة لكل صفحة يمكن كتابتها في كتاب مطبوع، وبعضهم يجعلون صفحة واحدة لكل فصل من الكتاب وهذه غالبًا ما تكون طويلة بعض الشيء، ولكن القليل منهم من يحاول وضع كتاب كامل في صفحة واحدة فقط.
- CHM: وهو اختصار لكلمة Compressed HTML Help وعادة ما يستخدم لصناعة ملفات المساعدة في البرامج، وهو في الأصل ملف واحد مكون من عدة صفحات مصنوعة بلغة رقم النص الفائق (بالإنجليزية: HTML)‏.
- كتاب النشر الإلكتروني: وهي صيغة مفتوحة المصدر من صيغ الكتب الإلكترونية، وملحق ملفاتها: ePub مشتق من العبارة (Electronic Publication) وتعني: (النشر الإلكتروني)، وكتاب النشر الإلكتروني عبارة عن ملف مضغوط بصيغة رموز بريد الولايات المتحدة يحوي ملفات بصيغة لغة الترميز القابلة للامتداد ولغة رقم النص الفائق القابلة للتمديد وما يلحق بها من صور وارتباطات.
- ديجافو (بالإنجليزية: DjVu)‏: وهذا النوع من الملفات يفتح بواسطة برنامج مساعد يضاف إلى متصفح الإنترنت، وفي عام 2002 تم اختيار هذا النسق ليكون نوع الملفات المستخدم في مشروع المليون كتاب الذي أطلقته شركة أرشيف الإنترنت (بالإنجليزية: Internet Archive)‏ بالإضافة لنسقي نسق المستندات المنقولة وتيف.
- مايكروسوفت وورد

## طرق تحويل الكتب المطبوعة إلى إلكترونية
- المسح الضوئي
- التصوير الضوئي

## روابط خارجية
- (بالإنجليزية) صفحة الكتب الإلكترونية على الإنترنت